# Чернявский, Василий Антонович
Василий Антонович Чернявский (2 августа 1882, село Сарья, Дриссенский уезд, Витебская губерния — 19 сентября 1937, Ижморский район, Западно-Сибирский кр.) — протоиерей Православной Российской Церкви, настоятель храмов в Новочеркасске и Москве.

## Биография
Родился в семье псаломщика. Жена — Зинаида Николаевна, сын — Алексей.
Окончил Витебское духовное училище (1896), Витебскую духовную семинарию (1902) и Киевскую духовную академию со степенью кандидата богословия (1906).
Иерей в соборе святых праведных Симеона и Анны, законоучитель в реальном училище города Митава Курляндской губернии (1906).
Настоятель храма святых Кирилла и Мефодия в Новочеркасске, законоучитель в Платовской мужской гимназии (1909), награждён набедренником (1910), устроитель литературных диспутов и летних путешествий гимназистов (среди его учеников был А. Ф. Лосев), член совета Донского епархиального церковно-исторического комитета (1910-е), одновременно законоучитель в азовской женской гимназии (1914), член совета Законоучительского братства, протоиерей (1916), делегат Всероссийского законоучительского съезда (1917).
В 1917 году член Поместного Собора Православной Российской Церкви по избранию как клирик от Донской епархии, участвовал в 1-й сессии, член II, III, V, XV, XVII отделов.
В ноябре 1917 года вернулся в Новочеркасск.
В 1919 году член II отдела Юго-Восточного Русского Церковного Собора, помощник архиепископа Евлогия (Георгиевского) в ревизии деятельности епископа Иоанна (Левицкого), председатель Донского епархиального совета.
С 1920 года преподаватель в пастырско-богословском училище, настоятель храма Архангела Михаила в Новочеркасске.
В 1921 года на 2 месяца заключён под стражу органами ВЧК.
С 1922 года служил в Благовещенском греческом и Успенском храмах Ростова-на-Дону.
В 1923 году делегат обновленческих местного и Всероссийского соборов.
С 1932 года ключарь московского храма Введения Пресвятой Богородицы во Храм в Черкизове.
С 1934 года настоятель храмов Петра и Павла у Преображенской заставы, затем в селе Рудне-Никитское Куровского района Московской области.
В 1935 году по доносам священников Алексея Николаевича Марисова и Вячеслава Степановича Соллертинского, протодиаконов Георгия Карповича Антоненко и Константина Васильевича Скулышкина (осведомителя ОГПУ) арестован как «систематически занимающийся антисоветской агитацией». Несмотря на уверения, что «приветствует Сов. власть и правящую Коммунистическую партию как власть трудящихся», приговорён к 3 годам лишения свободы, срок отбывал в Яйском лагерном отделении Сиблага.
В сентябре 1937 года тройкой УНКВД Западно-Сибирского края по статьям 58-10 и 58-11 приговорён к расстрелу.

## Сочинения
- Конфуцианство и оценка его с общерелигиозной и в частности с христианской точки зрения // ИР НБУВ. Ф. 304. Д. 1929.
- Заявление в Донской облисполком от 19.08.1920 // ГА Ростовской обл. Ф. Р-97. Оп. 1. Д. 229. Л. 10.
- Доклад о преподавании Закона Божьего; С Церковного Собора; Политическая роль духовенства // Донская христианская мысль. 1917. № 9. С. 136—137; № 12-13.